# Pieriewołocznoje (obwód woroneski)
Pieriewołocznoje (ros. Переволочное) – wieś w Rosji, w obwodzie woroneskim, w rejonie kałaczejewskim. W 2010 liczyła 464 mieszkańców.